# Зимовий сад

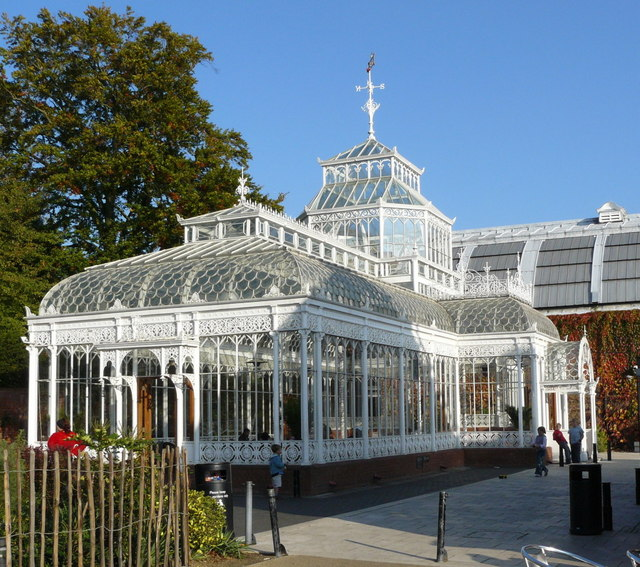
Зимовий сад, Горнман музей, Лондон.

Зимо́вий сад  — приміщення з металевим каркасом і скляними дахом чи стінами і призначене для вирощування та збереження в зимовий період тропічних та субтропічних рослин, західноєвропейський винахід.
Облаштування зимових садів тісно пов'язане з західноєвропейським технічним прогресом, використанням металевих конструкцій та широкого скла. Коштовність цих матеріалів на початковому етапі обумовила вузьке коло володарів-багатіїв, здатних економічно підтримати використання коштовних матеріалів та їх ремонти і утримання. Перші зимові сади — приналежність палаців королівських родин або всесвітніх виставок. Так, відомий зимовий сад, облаштований в Зимовому палаці, резиденції російських імператорів у Санкт-Петербурзі. Зимові сади облаштовували для утримання пальм та інших кімнатних рослин.
Здешевлення коштовних матеріалів та їх промислове виготовлення в ХІХ ст. розширило коло споживачів за рахунок пільгових станів суспільства і перестало бути екзотикою. У ХХ столітті зимові сади стають приналежністю офісів та родин середнього класу у вигляді скляних веренд, атріумів, критих скляних переходів, прибудов-альтанок тощо.

## Галерея

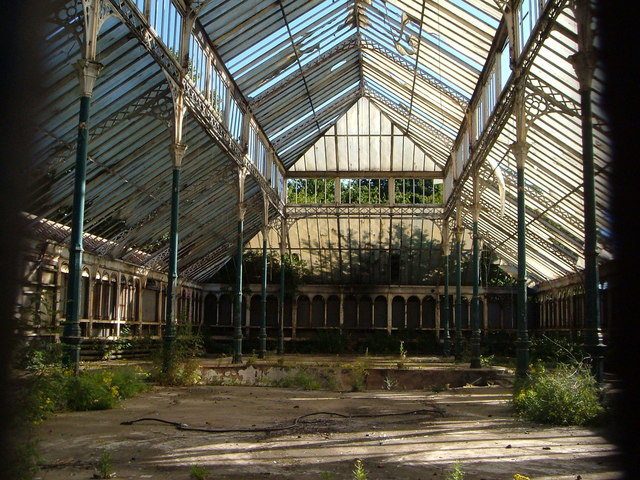
Покинутий зимовий сад Стенлі парку,  1899 р. Британія.
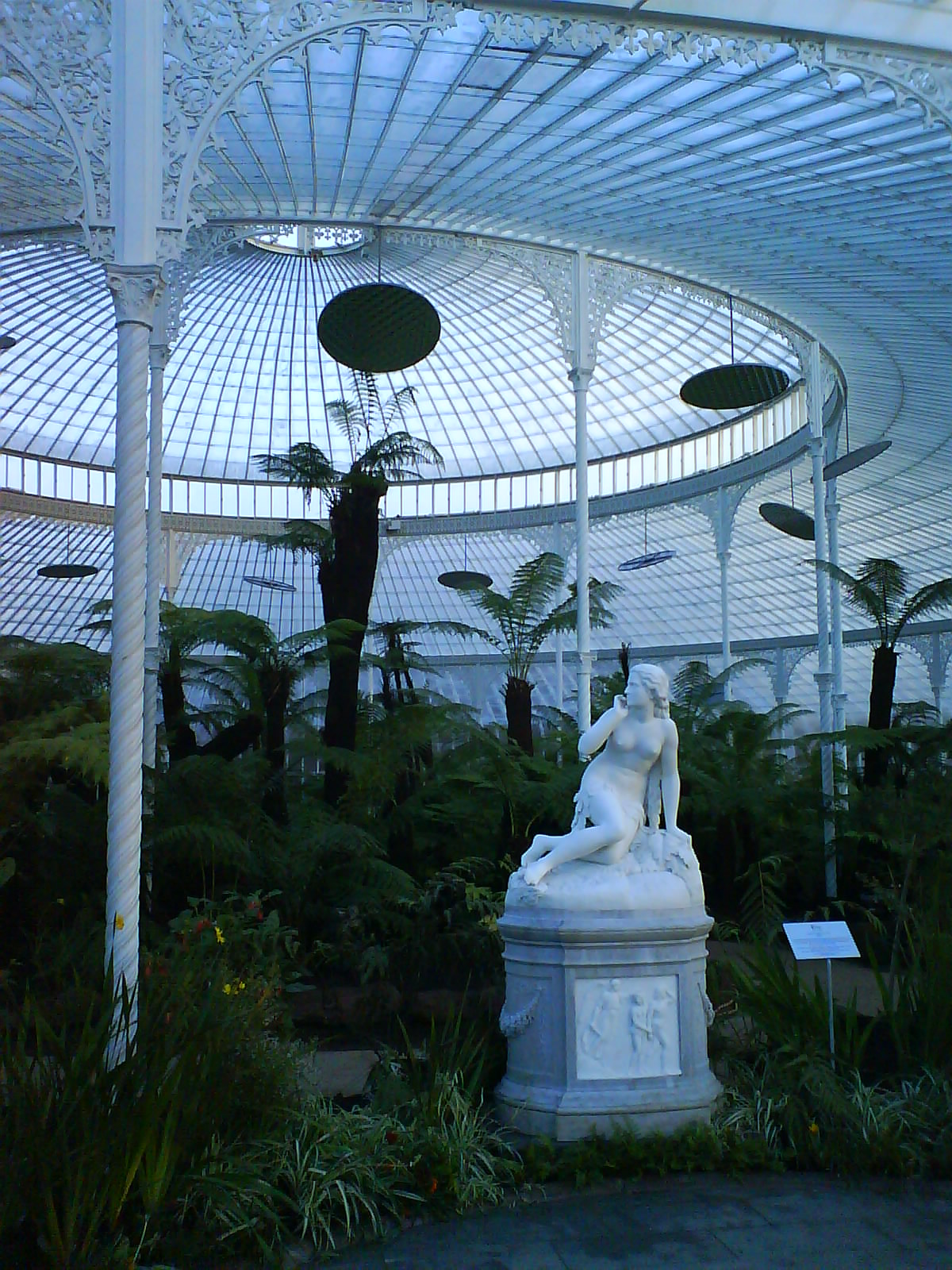
Зимовий сад Кіббл палацу.
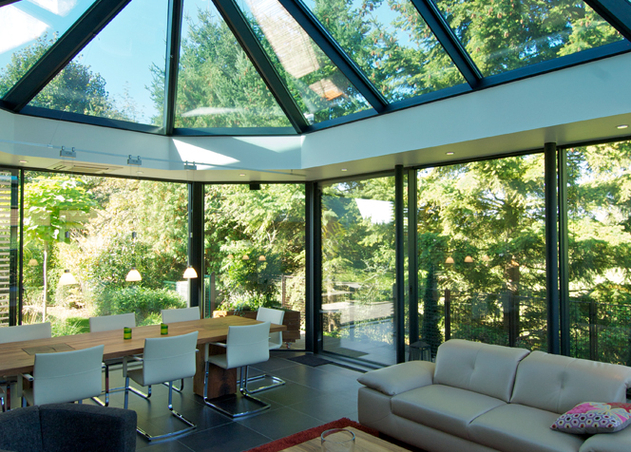
Скляна веранда